# Diptychoeme suturalis
Diptychoeme suturalis är en skalbaggsart som först beskrevs av Charles Joseph Gahan 1904.  Diptychoeme suturalis ingår i släktet Diptychoeme och familjen långhorningar. Inga underarter finns listade i Catalogue of Life.